# Campionati europei di ciclismo su pista Juniores e Under-23 2016
I Campionati europei di ciclismo su pista Juniores e Under-23 2016 sono stati disputati a Montichiari, in Italia, tra il 12 e il 17 luglio 2016.
Vi hanno partecipato più di 300 corridori delle categorie Juniores (17-18 anni) e Under 23 (19-22 anni), in rappresentanza di 30 paesi europei. Si sono svolte 38 gare, 19 per la categoria Juniores (dieci maschili, nove femminili) e altrettante per la categoria Under-23.

## Medagliere
| Pos.   | Nazione       | Oro | Argento | Bronzo | Totale |
| ------ | ------------- | --- | ------- | ------ | ------ |
| 1      | Italia        | 6   | 4       | 0      | 10     |
| 2      | Polonia       | 5   | 7       | 6      | 18     |
| 3      | Paesi Bassi   | 5   | 4       | 2      | 11     |
| 4      | Gran Bretagna | 5   | 3       | 11     | 19     |
| 5      | Francia       | 5   | 3       | 3      | 11     |
| 6      | Belgio        | 4   | 2       | 2      | 8      |
| 7      | Rep. Ceca     | 3   | 2       | 1      | 6      |
| 8      | Russia        | 2   | 5       | 3      | 10     |
| 9      | Germania      | 1   | 3       | 2      | 6      |
| 10     | Lituania      | 1   | 1       | 2      | 4      |
| 11     | Grecia        | 1   | 0       | 0      | 1      |
| 12     | Portogallo    | 0   | 2       | 1      | 3      |
| 13     | Bielorussia   | 0   | 1       | 2      | 3      |
| 14     | Irlanda       | 0   | 1       | 0      | 1      |
| 15     | Spagna        | 0   | 0       | 1      | 1      |
| 15     | Svizzera      | 0   | 0       | 1      | 1      |
| 15     | Ucraina       | 0   | 0       | 1      | 1      |
| Totale | Totale        | 38  | 38      | 38     | 114    |

## Risultati

### Under-23
| Eventi                         | Oro                                                                    | Tempo    | Argento                                                                | Tempo    | Bronzo                                                                    | Tempo    |
| Uomini                         |                                                                        |          |                                                                        |          |                                                                           |          |
| Chilometro a cronometro        | Maximilian Dörnbach Germania                                           | 1'01"315 | Jirí Janošek Rep. Ceca                                                 | 1'01"328 | Joseph Truman Gran Bretagna                                               | 1'01"742 |
| Keirin                         | Thomas Copponi Francia                                                 |          | Marc Jurczyk Germania                                                  |          | Michał Lewandowski Polonia                                                |          |
| Velocità                       | Mateusz Rudyk Polonia                                                  |          | Sébastien Vigier Francia                                               |          | Vasilijus Lendel Lituania                                                 |          |
| Velocità a squadre             | Gran Bretagna Jack Carlin Ryan Owens Joseph Truman                     | 43"955   | Rep. Ceca Jiří Fanta Jirí Janošek David Sojka                          | 44"642   | Germania Richard Aßmus Maximilian Dörnbach Jan May                        | 43"973   |
| Inseguimento individuale 4000m | Filippo Ganna Italia                                                   | 4'14"165 | Ivo Oliveira Portogallo                                                | 4'17"448 | Thomas Denis Francia                                                      | 4'20"878 |
| Inseguimento a squadre 4000m   | Francia Thomas Denis Corentin Ermenault Florian Maitre Benjamin Thomas | 3'56"277 | Italia Simone Consonni Filippo Ganna Francesco Lamon Davide Plebani    | 3'56"393 | Gran Bretagna Matthew Bostock Joe Holt Mark Stewart Oliver Wood           | 3'59"396 |
| Americana                      | Russia Maksim Piskunov Sergej Rostovcev                                | 10 p.ti  | Francia Florian Maitre Benjamin Thomas                                 | 10 p.ti  | Polonia Alan Banaszek Daniel Staniszewski                                 | 8 p.ti   |
| Corsa a punti                  | Jonathan Dibben Gran Bretagna                                          | 125 p.ti | Mark Downey Irlanda                                                    | 111 p.ti | Raman Ramanaŭ Bielorussia                                                 | 101 p.ti |
| Scratch                        | Michał Rzeźnicki Polonia                                               |          | Mark Stewart Gran Bretagna                                             |          | Nico Selenati Svizzera                                                    |          |
| Omnium                         | Thomas Boudat Francia                                                  | 262 p.ti | Szymon Sajnok Polonia                                                  | 217 p.ti | Ivo Oliveira Portogallo                                                   | 193 p.ti |
| Donne                          |                                                                        |          |                                                                        |          |                                                                           |          |
| 500 metri a cronometro         | Elis Ligtlee Paesi Bassi                                               | 34"049   | Tat'jana Kiseleva Russia                                               | 34"570   | Mélissandre Pain Francia                                                  | 34"898   |
| Keirin                         | Elis Ligtlee Paesi Bassi                                               |          | Nicky Degrendele Belgio                                                |          | Miglė Marozaitė Lituania                                                  |          |
| Velocità                       | Elis Ligtlee Paesi Bassi                                               |          | Tat'jana Kiseleva Russia                                               |          | Mélissandre Pain Francia                                                  |          |
| Velocità a squadre             | Paesi Bassi Kyra Lamberink Elis Ligtlee                                | 33"504   | Russia Natal'ja Antonova Tat'jana Kiseleva                             | 33"786   | Polonia Julita Jagodzińska Urszula Łoś                                    | 34"722   |
| Inseguimento individuale 3000m | Justyna Kaczkowska Polonia                                             | 3'31"307 | Daria Pikulik Polonia                                                  | 3'33"479 | Ina Savenka Bielorussia                                                   | 3'32"585 |
| Inseguimento a squadre 4000m   | Gran Bretagna Emily Kay Dannielle Khan Manon Lloyd Emily Nelson        | 4'24"386 | Italia Martina Alzini Claudia Cretti Michela Maltese Francesca Pattaro | OVL      | Polonia Monika Graczewska Justyna Kaczkowska Łucja Pietrzak Daria Pikulik | 4'28"760 |
| Corsa a punti                  | Lotte Kopecky Belgio                                                   | 44 p.ti  | Emily Nelson Gran Bretagna                                             | 38 p.ti  | Tatjana Paller Germania                                                   | 36 p.ti  |
| Scratch                        | Rachele Barbieri Italia                                                |          | Soline Lamboley Francia                                                |          | Dannielle Khan Gran Bretagna                                              |          |
| Omnium                         | Lotte Kopecky Belgio                                                   | 214 p.ti | Ina Savenka Bielorussia                                                | 185 p.ti | Emily Kay Gran Bretagna                                                   | 181 p.ti |

### Juniores
| Eventi                         | Oro                                                                      | Tempo        | Argento                                                                                   | Tempo        | Bronzo                                                                        | Tempo        |
| Uomini                         |                                                                          |              |                                                                                           |              |                                                                               |              |
| Chilometro a cronometro        | Ayrton De Pauw Belgio                                                    | 1'03"302     | Dawid Czubak Polonia                                                                      | 1'03"967     | Alejandro Martínez Spagna                                                     | 1'04"157     |
| Keirin                         | Martin Čechman Rep. Ceca                                                 |              | Timo Bichler Germania                                                                     |              | Dmitrij Nesterov Russia                                                       |              |
| Velocità                       | Martin Čechman Rep. Ceca                                                 |              | Mateusz Milek Polonia                                                                     |              | Ayrton De Pauw Belgio                                                         |              |
| Velocità a squadre             | Russia Michail Dmitriev Dmitrij Nesterov Pavel Rostov                    | 45"571       | Polonia Mateusz Milek Daniel Rochna Krystian Ruta                                         | 45"783       | Gran Bretagna Alexander Joliffe Lewis Stewart Hamish Turnbull                 | 46"838       |
| Inseguimento individuale 3000m | Georgios Stavrakakis Grecia                                              | 3'18"812     | Ivan Smirnov Russia                                                                       | 3'19"764     | Reece Wood Gran Bretagna                                                      | 3'19"326     |
| Inseguimento a squadre 4000m   | Gran Bretagna Ethan Hayter Matthew Walls Reece Wood Fred Wright          | 4'04"142     | Polonia Dawid Czubak Szymon Krawczyk Patryk Pazik Bartosz Rudyk                           | 4'08"284     | Russia Sergej Malnev Arsenij Nikoforov Aleksandr Smirnov Ivan Smirnov         | 4'09"551     |
| Americana                      | Gran Bretagna Rhys Britton Matthew Walls                                 | 10 p.ti      | Belgio Jules Hesters Gerben Thijssen                                                      | 17 p.ti (-1) | Russia Sergej Malnev Aleksandr Smirnov                                        | 12 p.ti (-1) |
| Corsa a punti                  | Dawid Czubak Polonia                                                     | 49 p.ti      | Matteo Donegà Italia                                                                      | 36 p.ti      | Gerben Thijssen Belgio                                                        | 32 p.ti      |
| Scratch                        | Jules Hesters Belgio                                                     |              | Felix Happke Germania                                                                     |              | Oleksandr Krivich Ucraina                                                     |              |
| Omnium                         | Szymon Krawczyk Polonia                                                  | 203 p.ti     | Ethan Hayter Gran Bretagna                                                                | 192 p.ti     | Bas Ottevanger Paesi Bassi                                                    | 184 p.ti     |
| Donne                          |                                                                          |              |                                                                                           |              |                                                                               |              |
| 500 metri a cronometro         | Mathilde Gros Francia                                                    | 34"836       | Hetty van de Wouw Paesi Bassi                                                             | 35"268       | Sophie Capewell Gran Bretagna                                                 | 35"873       |
| Keirin                         | Sára Kaňkovská Rep. Ceca                                                 |              | Aleksandra Tołomanow Polonia                                                              |              | Steffie van der Peet Paesi Bassi                                              |              |
| Velocità                       | Mathilde Gros Francia                                                    |              | Hetty van de Wouw Paesi Bassi                                                             |              | Sára Kaňkovská Rep. Ceca                                                      |              |
| Velocità a squadre             | Paesi Bassi Steffie van der Peet Hetty van de Wouw                       | 34"367       | Italia Martina Fidanza Gloria Manzoni                                                     | 34"703       | Gran Bretagna Lauren Bate-Lowe Sophie Capewell                                | 35"416       |
| Inseguimento individuale 2000m | Olivija Baleišytė Lituania                                               | 2'23"329     | Marija Novolodskaja Russia                                                                | 2'24"893     | Nikola Różyńska Polonia                                                       | 2'25"104     |
| Inseguimento a squadre 4000m   | Italia Elisa Balsamo Chiara Consonni Letizia Paternoster Martina Stefani | 4'29"234 JWR | Paesi Bassi Kirstie van Haaften Amber van der Hulst Marit Raaijmakers Bente van Teeseling | OVL          | Gran Bretagna Eleanor Dickinson Lauren Dolan Rebecca Raybould Jessica Roberts | 4'39"350     |
| Corsa a punti                  | Letizia Paternoster Italia                                               | 53 p.ti      | Marit Raaijmakers Paesi Bassi                                                             | 27 p.ti      | Rebecca Raybould Gran Bretagna                                                | 12 p.ti      |
| Scratch                        | Letizia Paternoster Italia                                               |              | Maria Martins Portogallo                                                                  |              | Wiktoria Pikulik Polonia                                                      |              |
| Omnium                         | Elisa Balsamo Italia                                                     | 203 p.ti     | Olivija Baleišytė Lituania                                                                | 200 p.ti     | Jessica Roberts Gran Bretagna                                                 | 199 p.ti     |